# Yport
Yport is een gemeente in het Franse departement Seine-Maritime (regio Normandië). De gemeente telt 1035 inwoners (2004). De plaats maakt deel uit van het arrondissement Le Havre.

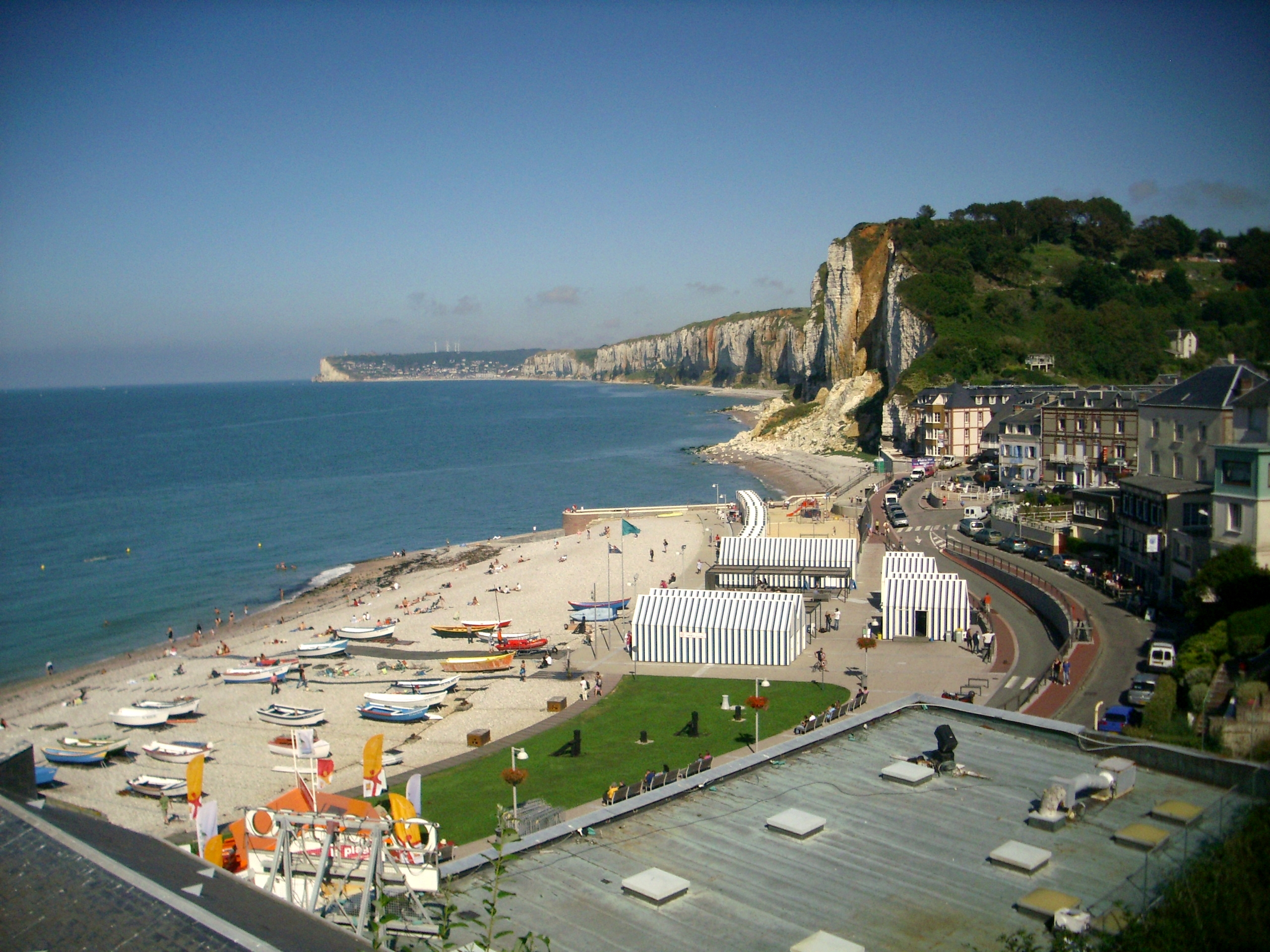
Strand van Yport

## Geschiedenis
Oude vermeldingen van de plaats gaan terug tot de 13de eeuw als Isport. Op de 18de-eeuwse Cassinikaart is de plaats aangeduid als Iport.
Op het eind van het ancien régime eind 18de eeuw, toen de gemeenten werden gecreëerd, werd Yport ondergebracht in de gemeente Criquebeuf.
In 1842 werd Yport afgesplitst van Criquebeuf als zelfstandige gemeente.
In 1889 werd een stukje grondgebied van buurgemeente Saint-Léonard aangehecht bij Yport.

## Geografie
De oppervlakte van Yport bedraagt 2,1 km², de bevolkingsdichtheid is 492,9 inwoners per km². Yport ligt aan Het Kanaal.
De onderstaande kaart toont de ligging van Yport met de belangrijkste infrastructuur en aangrenzende gemeenten.

## Bezienswaardigheden
- De Église Saint-Martin

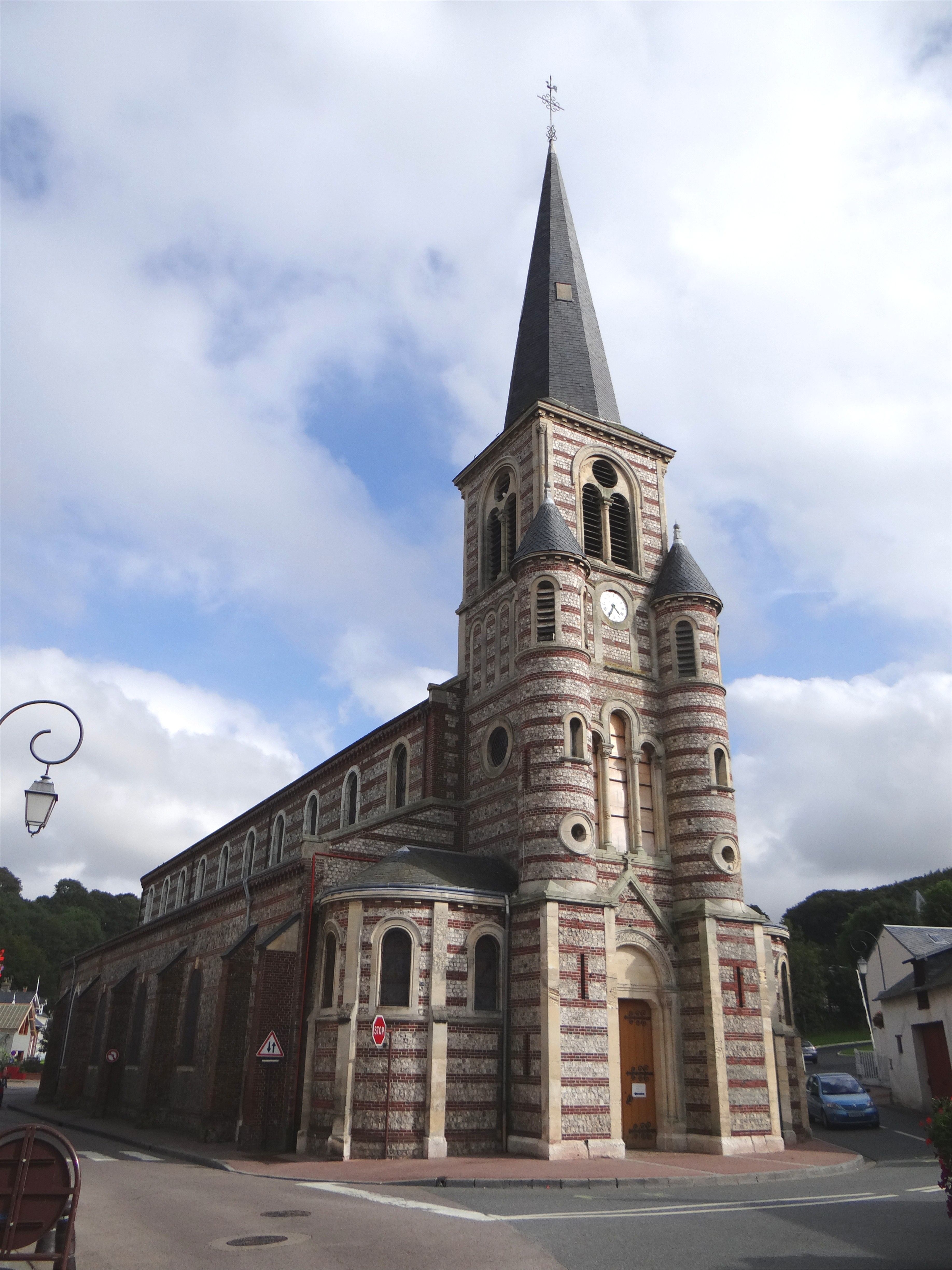
Église Saint-Martin

## Demografie
Onderstaande figuur toont het verloop van het inwonertal (bron: INSEE-tellingen).